# Gobierno y política de Bután
Bután, oficialmente Reino de Bután (en dzongkha: འབྲུག་ རྒྱལ་ཁབ་; transliteración Wylie: Brug rGyal-Khab), es un país sin salida al mar ubicado en la cordillera del Himalaya al sur de Asia, y constituido como una monarquía constitucional.
En 2019, The Economist Intelligence Unit calificó a Bután como un "régimen híbrido".

## Poder ejecutivo
El jefe de Estado de Bután es el Druk Gyalpo ("Rey Dragón"). Aunque su título es hereditario, debe abdicar antes de los 65 años y puede ser destituido por mayoría de dos tercios del Parlamento seguido de un referéndum nacional, que debe aprobarse por mayoría simple en los veinte distritos del país. Antes de 2008, existía un proceso de abdicación similar bajo el cual, el Tshogdu (Asamblea Nacional) podía obligar al rey a abdicar.
El actual rey dragón, Jigme Khesar Namgyal Wangchuck, que asumió el trono el 14 de diciembre de 2006, tras la abdicación de su padre, el rey Jigme Singye Wangchuck, es aconsejado por un Consejo Real de Asesores, a cuyos miembros designa.
Según la Sección 2 del Artículo 20 de la Constitución establece que el poder ejecutivo recae sobre el Lhengye Zhungtshog, el cual está integrado por los ministros y encabezado por el primer ministro. A su vez, el número de ministros es determinado por lo necesario para "proporcionar una gobernanza eficiente y buena". El Lhengye Zhungtshog asesora al Druk Gyalpo (rey dragón) en el ejercicio de sus funciones, incluidos los asuntos internacionales, siempre que el monarca lo requiera. Asimismo, el primer ministro tiene como deber el informar al Rey los asuntos del Estado, y presentar información que sean solicitados por Su Majestad.

## Poder legislativo
El poder legislativo reside en el Parlamento de Bután que está integrado por el monarca y dos cámaras: el Consejo Nacional y la Asamblea Nacional.
- El Consejo Nacional está compuesto por 25 miembros apartidistas, elegidos directamente en cada uno de los 20 dzongkhags (distritos); los 5 restantes son nombrados por el Rey en virtud de las leyes electorales. La cámara se reúne al menos dos veces al año; el cuerpo elige a un presidente y un vicepresidente.
- La Asamblea Nacional está compuesta por 47 miembros elegidos por voto popular en las circunscripciones de cada dzongkhag (distrito), de acuerdo con las leyes electorales. Cada circunscripción está representada por un miembro de la Asamblea Nacional; cada uno de los 20 Dzongkhags debe estar representado por entre 2 y 7 miembros.

## Poder judicial
El poder judicial se confiere al Real Tribunal de Justicia, que se compone de la Corte Suprema, la Corte Alta, la Corte Dzongkhag y la Corte Dungkhag. A su vez, toda la justicia se encuentra administrada por una Comisión Nacional Judicial. Asimismo, se basa en la ley india y el derecho anglosajón. 

## Gobierno Local
Está formado por 20 distritos llamados dzongkhag, en el nivel más básico está formado por los gewog que son alrededor de 201, son un conjunto de pueblos que están gobernados por un gup que es elegido por votación popular.

## Partidos políticos y participación en organizaciones internacionales
Los partidos no son legales, aunque existen varios grupos de presión.
Entre las organizaciones internacionales a las que pertenece además de las de la ONU, esta la SAARC